# Otrasaari (ö i Norra Savolax, Kuopio, lat 63,03, long 28,02)
Otrasaari är en ö i Finland. Den ligger i sjön Juurusvesi och Akonvesi och i kommunen Kuopio i den ekonomiska regionen  Kuopio ekonomiska region  och landskapet Norra Savolax, i den centrala delen av landet, 400 km nordost om huvudstaden Helsingfors. Öns area är 5 hektar och dess största längd är 360 meter i sydöst-nordvästlig riktning.